# Kalameny
Kalameny es un municipio del distrito de Ružomberok en la región de Žilina, Eslovaquia, con una población estimada a final del año 2024 de 421 habitantes.
Se encuentra ubicado en el centro-sur de la región, cerca del curso alto del río Váh (cuenca hidrográfica del Danubio) y de la frontera con la región de Banská Bystrica.

## Demografía
| Año        | 1994 | 2004    | 2014    | 2024    |
| ---------- | ---- | ------- | ------- | ------- |
| Población  | 456  | 477     | 466     | 421     |
| Diferencia |      | +4,60 % | −2,30 % | −9,65 % |

| Año        | 2023 | 2024    |
| ---------- | ---- | ------- |
| Población  | 432  | 421     |
| Diferencia |      | −2,54 % |